# Kościół św. Jana Chrzciciela w Przyłęku Szlacheckim
Kościół pw. św. Jana Chrzciciela w Przyłęku Szlacheckim – kościół katolicki w Przyłeku Szlacheckim.
W 1412 powstał drewniany kościół, który w drugiej połowie XVI w. został zamieniony przez burgrabiego krakowskiego Mariana Przyłęckiego na zbór braci polskich. W latach 1774–1780 powstał obecny kościół pw. św. Jana Chrzciciela, z dwiema dzwonnicami.

## Historia kościoła
W Poznańskim Ratuszu w galerii wizerunków wielkopolskiej szlachty, znajduje się portret Justyny Moszczeńskiej z Raczyńskich (1711–1794), w lewym górnym narożniku portretu umieszczony jest herb Nałęcz otoczony literami JZLM/K-S-Y/FPK u dołu datą 1774.
Inicjały rozwija znajdujący się na odwrocie obrazu późniejszy napis: Justyna z Raczyńskich Moszczeńska (Kasztelanowa Santocka) Kollatorka i Fundatorka Przyłęckiego Kościoła 1774.Kościół postawiony wyłącznie jej kosztem. Przepiękny zabytek. Zbudowany przez architektów włoskich, kościół ten stoi na wzniesieniu. Wokół tego wzniesienia płynie rzeka Pilica.
Justyna Moszczeńska z Raczyńskich Była dziedziczką sławy najprzedniejszych wielkopolskich domów córką Franciszka Raczyńskiego herbu Nałęcz i Komornikównej Kujawskiej Marianny z Lubrańca Dębskiej herbu Godziemba. W 1728 mając 17 lat oddała rękę Stefanowi Moszczeńskiemu, który był synem Aleksandra herbu Nałęcz i Teresy z Cieleckich herbu Zaręba. Stefan Moszczyński był dziedzicem Ćmachowa, Lip, Czesławic i Białośliwia w poznańskim. W 1769 został Kasztelanem santockim, kasztelanowa santocka jako wdowa opuściła Wielkopolskę i osiadła w dobrach Przyłęckich odziedziczonych po swoim dziadku Janie z Lubrańca Dębskich. Frontem na południe wybudowała własnym kosztem kościół pod ołtarzem kaplicy św. Franciszka Ksawerego grób dla siebie jako wdowy i dla plebanów zastrzegła. Fundatorka do wielkiego ołtarza zamówiła obraz św. Jana pędzla sławnego wówczas Czechowicza Szymona. Justyna z Raczyńskich Moszczeńska była osobą długowieczną i do ostatnich dni niezwykle aktywną. Cytowana kronika – album informuje, że leciwa już dama odbyła pielgrzymkę do Rzymu, podczas której uzyskała przywileje dla kościoła. Lecz religijność i ogromna dbałość o funkcje nie odsunęła jej spraw ojczyzny. Czytamy dalej w kronice parafii. W tym czasie była wojna Tadeusza Kościuszki pod Szczekocinami. Na potrzeby Rzeczypospolitej z lewej wieży frontowej zabrano największy dzwon kościelny. Tegoż roku zakończyła życie fundatorka, pochowana z prawej strony ołtarza w kaplicy św. Franciszka Ksawerego. Obecnie 205 rocznica insurekcji kościuszkowskiej wzywa też do apelu śp. Justynę z Raczyńskich Moszczeńską, która duchowo i materialnie angażowała się w słuszną sprawę wolności ojczyzny.

## Wnętrze kościoła

### Ołtarz główny
Ołtarz główny został ufundowany przez Justynę z Raczyńskich Moszczeńską Kasztelanową Santocką wiek XVIII późny barok. Ołtarz ten zajmuje całą szerokość prezbiterium, przestrzenny kolumnowy, bogato zdobiony dekoracją rzeźbiarska o charakterze ornamentalnym, kolumny oplecione motywami roślinnymi. Pośrodku kondygnacji dolnej ustawiona na podwyższeniu sarkofagowa mensa, wysunięta do przodu. W polu centralnym retabulum płytka prostokątna wnęka, zamknięta łukiem koszowym, w niej rama na obraz – Chrzest Chrystusa. Pomiędzy kolumnami wewnętrznymi rzeźbami – św. Stanisław i św. Wojciech. Między wewnętrznymi kolumnami św. Katarzyna św. Barbara. Na brzegach nastawy ołtarzowej siedzą pulchne aniołki ekspresyjnie poruszone, głowy pochylone, ręce ugięte w łokciach, twarz okolona kręconymi włosami. Ołtarz pomalowany w sposób naśladujący marmuryzację, poszczególne jego zróżnicowanie kolorystyczne.

### Chrzcielnica
Chrzcielnica wykonana z rzeźbionego kamienia malowana, wysokość 140 cm. Zabytek wysokiej klasy, jest świadectwem minionych stuleci, ponieważ pochodzi z wyposażenia drewnianego kościoła, wzniesionego z fundacji Przyłęckich w 1635 w Przyłęku Szlacheckim. Z jej źródła wody chrzcielnej tysiące ludzi otrzymało chrzest.

### Obraz św. Franciszka Ksawerego
Ołtarz w kaplicy prawej kościoła w Przyłęku Szlacheckim obraz przedstawia św. Franciszka Ksawerego, podczas gdy chrzci ciemnoskórego poganina. Święty ukazany w postawie stojącej w prawej ręce trzyma krzyż. Twarz św. owalna o delikatnych rysach, spojrzenie skierowane przed siebie. Pod tą kaplicą jest krypta grobowa zachowana w dobrym stanie. Spoczywa w niej proboszcz ks. Kazimierz Gorajski. Był pasterzem parafii Przyłęk Szlachecki wtedy kiedy budowano w 1777.

### Ołtarz boczny św. Stanisława
Ufundowany przez Justynę z Raczyńskich Moszczeńską Kasztelanową Santocką i wykonany po 1777. Ołtarz przylega do wklęsłego pilastra opinającego filar półkolisty arkady, oddzielającej nawę od transeptu. W centrum znajduje się obraz św. Stanisława biskupa i męczennika.

### Rzeźba św. Antoniego
Pochodzi z drewnianego kościoła wzniesionego w 1635 fundacja Przyłęckich. Wysokość rzeźby 152 cm. Drewno złocone polichromowane rzeźbione. Rzeźba przedstawia św. Antoniego.
W kruchcie kościoła w Przyłęku Szlacheckim znajduje się kropielnica drewniana malowana i rzeźbiona. Trzon podtrzymuje półkolistą czaszę, w której umieszczona jest misa na wodę święconą. Brzeg czaszy w wyciętym drewnie ornamentem perełkowym i hierogram I H S. Obraz męki Pańskiej jest 14 według opisu kś. Wiśniewskiego. Obrazy te zostały malowane w Moskwie na zamówienie kś. Błażeja Gębki proboszcza parafii Przyłęk Szlachecki. Czas powstania po roku 1922. Płótno olej, obrazy w prostokątnych ramach.
Na mensie ołtarza głównego jest prostokątne tabernakulum z trzonem eucharystycznym swobodnie skomponowane. Istnieje tak jak ołtarz ponad 220 lat wpisane w katalog zabytków.

### Prospekt organowy
Zabytek – drewno polichromowane, snycerka skrzynia organowa zdobiona dekoracją ornamentalną. Motywy ornamentalne złocone. Drewniana obudowa piszczałek o charakterze architektonicznym, powtarzająca trójdzielny podział ścianki z części cokołowej. Część środkowa z płyciną wypełnioną piszczałkami zakończoną łukiem półkolistym spiętym zwornikiem w formie kartusza o owalnej tarczy, na której krzyż znajduje się na szczycie. Prospekt organowy ufundowany przez ks. Kazimierza Gorajskiego w 1770.

### Rzeźba św. Franciszka z Asyżu
Rzeźba z 1636 znajduje się przy arkadzie między nawą a prezbiterium z lewej strony. Rzeźba ta jest wykonana z jednego kawałka drewna, ustawiona na kolistej podstawie. Drewno złocone polichromowane, rzeźbione. Wysokość 155 cm.
Fundatorka Justyna z Raczyńskich Moszczeńska uposażyła parafię w 75 morgów ziemi wydzielonej z jej majątku. Nadto z folwarku Łysaków i Starzyny proboszcz otrzymał pewną ilość zboża zagwarantowaną przepisami, również parafianie z Wólki Starzyńskiej, Brzostku byli zobowiązani do określonej ofiary ze zboża na utrzymanie proboszcza.
12 stycznia 1818 wyłamano drzwi do zakrystii, czego ślady są do dziś widoczne i skradziono wszystkie srebra. Dziedziczka Przyłęka Teresa Raczyńska sprawiła nowe lecz uboższe monstrancje, kielichy i krzyż.
W 1864 ukazem carskim ogłosił uwłaszczenie włościan. Temu rozporządzeniu podległy też grunty kościelne. Zostało tylko morgów 6 według wyboru fatalnego i najgorszego przez ówczesnego plebana imć Józefa Gawlikowskiego w dwóch miejscowościach morgów 4 na ogrodach przy wsi Przyłęk i mórg 2 przy drodze prowadzącej z plebanii do kościoła po prawej stronie. Przy tej regulacji gruntów wyznaczono plac za wsią Przyłęk pod lasem przy drodze do Łysakowa, a wiorstę od kościoła na cmentarz grzebalny, który obmurowano kosztem parafii.